# Pityrogramma triangulata
Pityrogramma triangulata är en kantbräkenväxtart som först beskrevs av Jenm., och fick sitt nu gällande namn av William Ralph Maxon. Pityrogramma triangulata ingår i släktet Pityrogramma och familjen Pteridaceae. Inga underarter finns listade.